# Congrégation de Sainte-Croix
Pour les articles homonymes, voir Sainte-Croix et CSC.
 (mars 2025).

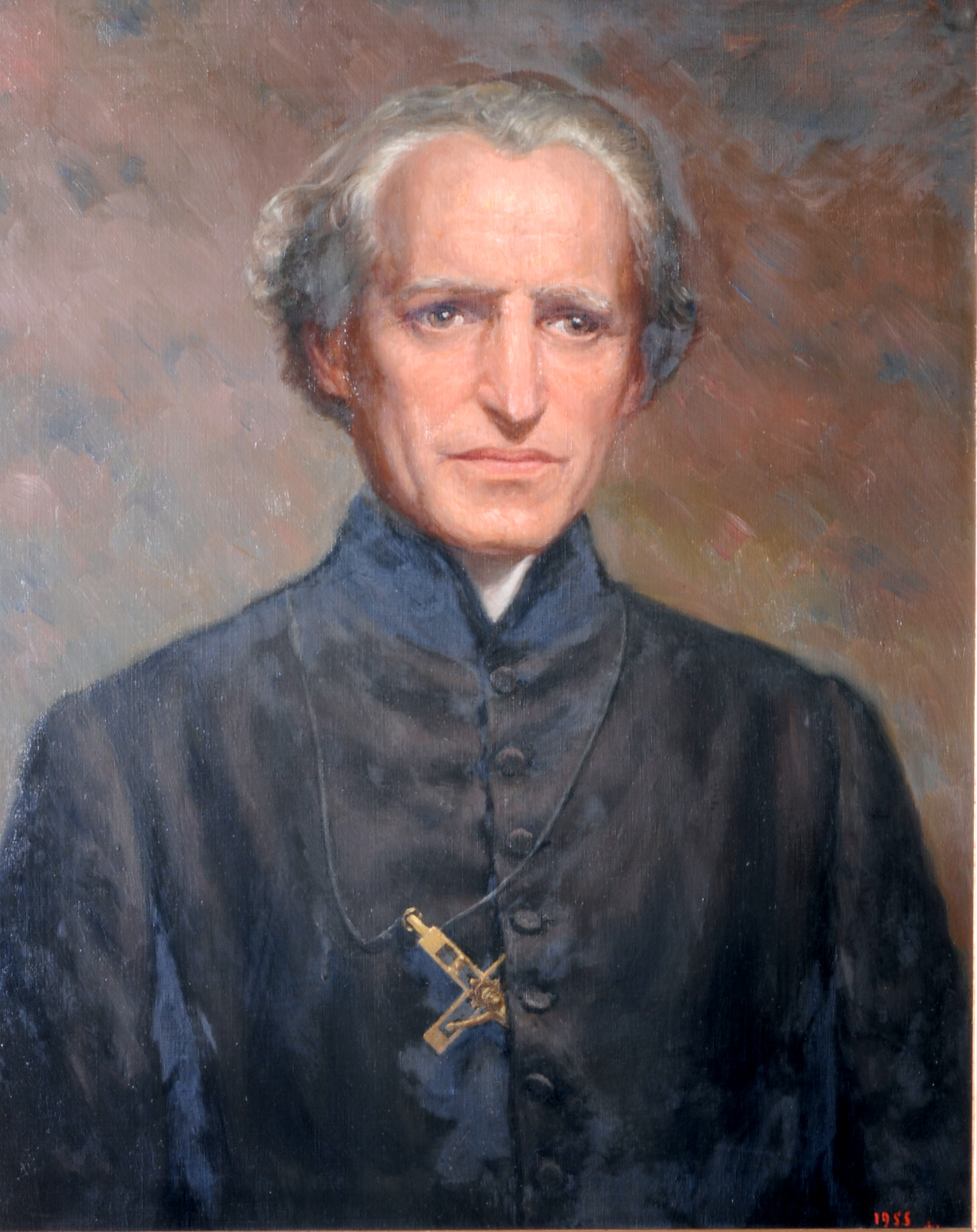
Bienheureux Basile Moreau, fondateur.

La Congrégation de Sainte-Croix (C.S.C.) est une congrégation catholique de frères et de pères fondée au Mans (Sarthe) en 1837 par le bienheureux Basile Moreau.
Le Père Moreau a également fondé les sœurs Marianites de Sainte-Croix, maintenant divisées en trois congrégations indépendantes : les Marianites de Sainte-Croix (Le Mans, France), les Sœurs de la Sainte Croix (Notre Dame, Indiana) et les Sœurs de Sainte-Croix (Montréal, Canada).

## Historique[1]

### Fondation et diffusion
L'abbé Moreau est né en 1799 à Laigné-en-Belin (Sarthe). Il est ordonné prêtre en 1821, à 22 ans, au Mans, dans la chapelle de la Visitation. Pour répondre à certains besoins nés des campagnes de déchristianisation dans les zones rurales pendant la Révolution, il eut l’idée de regrouper des clercs comme prêtres auxiliaires dès août 1835. Peu nombreux, ils aidaient le clergé diocésain par la prédication de missions paroissiales. L'abbé Moreau voulait également en faire des éducateurs et préparer certains d’entre eux à cette tâche.
Quelques jours seulement après avoir réuni les prêtres auxiliaires, l’abbé Moreau, à la demande de son évêque, acceptait la direction des Frères de Saint-Joseph, fondés quinze ans plus tôt par un autre prêtre du même diocèse, l’abbé Jacques-François Dujarié, curé de Ruillé-sur-Loir. Ces laïcs dévoués répondaient aux urgences de l’enseignement primaire dans les villages de la région. La décision de l'abbé Moreau d’unir ces deux groupes par l’Acte fondamental du 1er mars 1837 devait donner lieu à un modèle inhabituel dans l’histoire de l’Église : des prêtres et des frères unis en une seule association afin de pourvoir aux besoins de la pastorale et de l’éducation dans l’Église de France. Au fil des événements, émergea un projet dont la nature et le but étaient vraiment singuliers. En 1838, l’abbé Moreau donna une règle de vie à un petit groupe de femmes qu’il avait rassemblées et destinées au service domestique des prêtres et des frères. Par la suite, il les orienta aussi vers l’éducation.
À Sainte-Croix, près du Mans, il fit graduellement de ces trois groupes une même et unique congrégation religieuse composée de trois sociétés autonomes. Chacune avait sa propre structure d’autorité, mais une même administration générale assurait leur unité. Il introduisit la pratique de prononcer des vœux, parmi les frères d’abord, plus tard chez les prêtres et ensuite chez les sœurs. Le 15 août 1840, Basile Moreau lui-même devint le premier prêtre à prononcer publiquement des vœux comme religieux de la congrégation de Sainte-Croix.
Les pères, les frères et les sœurs se firent respectivement connaître sous les noms de Salvatoristes, de Joséphites et de Marianites de Sainte-Croix. Le fondateur les voulait unis dans la vie et le travail comme une imitation sensible de la Sainte Famille. Il voyait dans leur union un "levier puissant avec lequel on pourrait remuer, diriger et sanctifier le monde entier". La maison mère et son église conventuelle dédiées à Notre-Dame de Sainte-Croix devaient être le symbole et le centre de cette union. La fête de cette église, Notre-Dame des Sept-Douleurs, devint la fête patronale de toute la famille de Sainte-Croix.
Dès l’origine, le père Moreau vit dans cette Association de Sainte-Croix une communauté religieuse apostolique au service de l’Église bien au-delà des frontières de son pays. Durant les quinze premières années, alors qu’il ne pouvait compter que sur un petit groupe encore en pleine organisation, il étendit les champs d’apostolat hors de France, dans d’autres pays d’Europe, en Afrique et en Amérique du Nord. Ce fut sa décision d’accepter la difficile mission du Bengale Oriental, faisant alors partie des Indes britanniques, qui persuada la Congrégation pour la Propagation de la Foi de reconnaître sa communauté comme un congrégation religieuse relevant, non plus du diocèse du Mans, mais directement de Rome pour œuvrer à travers le monde.
En 1855, le Saint-Siège demandait aux religieux et aux religieuses de Sainte-Croix de se donner une structure gouvernementale distincte. Avec le temps, les sœurs devinrent ainsi une communauté indépendante. En 1856, une reconnaissance pontificale provisoire était accordée au groupe des hommes. Le bref de louange notait : "On doit louer cet Institut composé de prêtres et de laïcs qui doivent s’unir entre eux par une alliance amicale, de manière que, chaque société conservant sa nature, l’une ne prévale point sur l’autre, mais que toutes deux s’entraident" Un an plus tard, le 13 mai 1857, l’approbation de leurs constitutions qui prévoyaient une structure gouvernementale commune, non seulement à la tête, mais à tous les niveaux, unissait plus étroitement les sociétés. Les pères et les frères acceptaient alors deux champs d’apostolat qui leur seraient propres : la prédication de la Parole de Dieu, surtout dans les campagnes et les missions étrangères ; l’éducation chrétienne dans les écoles ainsi que la formation agricole et technique, au profit surtout des enfants pauvres et abandonnés.
Son projet à peine approuvé, le père Moreau subit les contrecoups d’une rébellion fomentée par certains de ses prêtres les plus influents qui lui tenaient rigueur de les avoir blâmés pour leur irresponsabilité administrative. Après bien des luttes, aussi vaines que décourageantes, le fondateur décida de se retirer et, en 1866, il donnait sa démission comme supérieur général. Éloigné de la communauté à laquelle il avait donné sa vie (même si quelques amis personnels lui gardèrent leur loyauté), il reprit son ministère de la prédication. Ce sont les Marianites qui lui restèrent les plus fidèles au cours de ses dernières années ; elles étaient près de lui au moment de sa mort, le 20 janvier 1873.
En 1867, les Marianites reçurent à leur tour l’approbation de leurs constitutions qui leur conférait un statut universel. En 1869, une de leurs provinces des États-Unis devenait juridiquement une congrégation indépendante : Les Sœurs de la Sainte-Croix ; et, en 1883, les sœurs du Canada accédaient au même statut et devenaient Les Sœurs de Sainte-Croix et des Sept-Douleurs (depuis 1981, Les Sœurs de Sainte-Croix).
Au cours de la longue période qui suivit leur approbation, les pères et les frères de Sainte-Croix ont consacré le meilleur de leurs énergies à l’éducation aux États-Unis, au Canada et (malgré les difficultés qu’entraîna la suppression des communautés religieuses entre 1903 et 1918) en France. La communauté a aussi connu une certaine instabilité : retrait de l’Afrique et, temporairement, de l’Asie ; fermeture de la plupart des maisons en Europe. Mais, en dépit de ces difficultés, de plus en plus d’hommes ont accompli un travail impressionnant et fructueux dans le réseau grandissant des nombreux apostolats de Sainte-Croix. Un demi-siècle après la mort du père Moreau, la congrégation a réhabilité son fondateur, racheté l’église de la maison mère dont la vente lui avait été si pénible, et introduit sa cause de canonisation.
Persuadé que la tension entre pères et frères entravait la vie et le travail de la congrégation, le chapitre général de 1945 décréta que, dorénavant, les sociétés ne seraient plus seulement distinctes, mais gouvernées séparément aux niveaux provincial et local. Après ce chapitre, Rome insista pour que les frères engagés dans des activités autres que l’enseignement puissent, s’ils le désiraient, demeurer dans les provinces des pères en passant ainsi à la société des Pères.
La croissance rapide tant par le nombre que par la diversité des apostolats caractérisa les années qui suivirent et fut comparable à ce qu’avait connu la congrégation sous le père Moreau au cours des premières années de son existence. Sainte-Croix retourna en Afrique et, arrivée depuis peu en Amérique latine, la congrégation y renforça sa présence. Son caractère international commença à se modifier considérablement. Des religieux s’expatrièrent non plus tant pour établir de nouvelles Églises que pour aider les Églises locales à se développer.

### Après le concile Vatican II
Le second concile du Vatican a demandé à tous les instituts religieux de réévaluer leur caractère et leur mission propres et de réviser ensuite leurs règles de vie. Les constitutions publiées  par le chapitre général de 1986 marquent l’aboutissement de deux décennies de réflexion et d’échange traduisant une démarche consciente pour se rapprocher davantage de l’idéal de Basile Moreau. Tous les religieux laïcs devinrent à nouveau membres de la société des Joséphites et on redonna la possibilité d’un gouvernement commun aux deux sociétés aux niveaux provincial et local. Sainte-Croix a ainsi été amenée à réinterpréter son identité non seulement en tant que groupe d’hommes dévoués au service de la mission, mais, suivant la préoccupation directrice de son fondateur, en tant que communauté de religieux clercs et laïcs appelés à être frères, à vivre en commun et à œuvrer de concert les uns avec les autres et avec les sœurs en Sainte-Croix.
Quelques pères et frères s'installèrent dans l'Indiana aux États-Unis, où ils fondèrent l'Université Notre-Dame-du-Lac en 1842 à South Bend. En 1847, ils s'implantèrent également dans l'est du Canada, à la demande d'Ignace Bourget. Ils sont dans les deux cas accompagnés par des Marianites de Sainte-Croix.
En 1903, le gouvernement français interdit les congrégations enseignantes. La congrégation quitte donc la France. Les religieux, exilés au Canada et aux États-Unis, reviennent tout de même en France en 1918 à l'école normale Notre Dame d'Orveau située à Nyoiseau en Maine-et-Loire, mais désormais leurs centres principaux se trouvent en Amérique.

## Organisation
Actuellement[Quand ?], la congrégation, désormais sous l'impulsion des pays anglophones, compte 1 650 pères et frères, répartis dans quinze pays (Canada, États-Unis, Italie, Bangladesh, Brésil, Chili, Pérou, Haïti, Mexique, France, Tanzanie …). Ceux-ci se préoccupent d'enseignement primaire, secondaire, supérieur et universitaire. Elle est dirigée depuis 2022 par le Frère Paul Bednarczyk, C.S.C., de nationalité américaine.
Les États-Unis sont devenus le principal centre de rayonnement de la congrégation. Les membres de la congrégation en France sont une vingtaine en 2018, au Mans, dans l'ouest de la France, et en région parisienne, où ils s'occupent d'établissement scolaires et de paroisses.

## Supérieurs généraux
- Basile Antoine Marie Moreau, CSC (1837 - 1866), béatifié en 2007
- Pierre Dufal, CSC (1866 - 1868)
- Edouard Sorin, CSC (1868 - 1893)
- Gilbert Français, CSC (1893 - 1926)
- James Wesley Donahue, CSC (1926 - 1938)
- Albert Cousineau, CSC (1938 - 1950)
- Christopher O'Toole, CSC (1950 - 1962)
- Germain-Marie Lalande, CSC (1962 - 1974)
- Tom Barrosse, CSC (1974 - 1986)
- Claude Grou, CSC (1986 - 1998)
- Hugh Cleary, CSC (1998 - 2010)
- Richard Warner, CSC (2010 - 2016)
- Robert Epping, CSC (2016 - 2022)
- Paul Bednarczyk, CSC (2022 - )

## Membres notables

### Saints et bienheureux
- Saint Frère André Bessette, CSC, premier religieux canonisé.
- Bienheureux Basile Moreau, CSC, Fondateur.

### Présidents de l'université Notre-Dame
- John J. Cavanaugh, CSC, Président de Notre-Dame (1946 - 1952)
- William Corby, CSC, Président de Notre Dame et Chapelain à la Bataille de Gettysburg
- Theodore Hesburgh, CSC, Président de Notre-Dame (1952 - 1987)
- John I. Jenkins, CSC, Président de Notre-Dame (2005 - )
- Edward "Monk" Malloy, CSC, Président de Notre-Dame (1987 - 2005)
- John Francis O'Hara, CSC, Président de Notre-Dame (1934 - 1940), plus tard Cardinal-Archevêque de Philadelphie
- Édouard Sorin, CSC, Fondateur et Président de Notre-Dame et fondateur de l'Université Saint Edward

### Membres de la hiérarchie catholique
- Pierre-Joseph Hurth, CSC, archevêque titulaire de Bosra, 2ème évêque de Dacca (1894-1909) puis évêque de Vigan (1913-1926)
- Arthur "Bud" Colgan, CSC, évêque auxiliaire de Chosica (Pérou), puis évêque d'Ampora
- Patrick Cardinal D'Rozario, CSC, archevêque de Dacca (Bangladesh)
- George Joseph Finnigan, CSC, troisième évêque du diocèse d'Helena (États-Unis)
- Theotonius Amal Ganguly, CSC, second archevêque de Dacca (Bangladesh), serviteur de Dieu depuis 2006
- Daniel R. Jenky, CSC, évêque de Peoria (États-Unis)
- Jorge Izaguirre Rafael, CSC, évêque de la prélature de Chuquibamba (Pérou)
- Vincent J. McCauley, CSC, premier évêque de Fort Portal (en) (Ouganda), serviteur de Dieu depuis 2006
- Marcos G. McGrath, CSC, évêque de Caeciri (1961-1964), évêque de Santiago de Veraguas (1964-1969), archevêque de Panama (1969-1994)
- Lumen Monteiro, CSC, premier évêque d'Agartala
- John Francis Cardinal O'Hara, CSC, Président de Notre-Dame (1934–1939) et archevêque de Philadelphie (1951–1960)
- Yves-Marie Péan, C.S.C., évêque des Gonaïves (Haiti)
- Stephen Rotluanga, CSC, évêque d'Aizawl
- Charles Asa Schleck, CSC, archevêque d'Africa
- William Albert Wack, CSC, évêque de Pensacola (États-Unis)
- Paul E. Waldschmidt, CSC, Président de l'Université de Portland (1962–1978) et évêque auxiliaire de Portland (1978–1994)

### Autres
- Gerald Fitzgerald, s.P., fondateur de la Congrégation des Serviteurs du Paraclet
- Flavien Laplante, CSC, missionnaire, serviteur de Dieu
- Julius Nieuwland, CSC, professeur et inventeur
- Patrick Peyton, CSC, "Le prêtre du Rosaire", vénérable depuis 2018
- John Zahm, CSC, scientifique et explorateur

## Abus sexuels
À la suite de plaintes pour abus sexuels un recours collectif de victime implique outre le collège de Notre-Dame de Montréal, le collège Saint-Césaire à Montérégie et de l’école Notre-Dame à Bas-Saint-Laurent, gérés par la congrégation de Sainte-Croix.  Les victimes des membres et de laïcs de la congrégation des frères de Sainte-Croix recevront entre 10 000 $ et 250 000 $ chacune selon la gravité estimée des préjudices,.